# Team LPR
Team LPR er et italiensk-irsk professionelt cykelhold som konkurrerer i UCI Kontinental Tourene, og enkelte løb i UCI ProTour når det bliver inviteret.
Holdet blev grundlagt i 2004 som et schweizisk hold, og har siden 2005 været en del af UCI Kontinental Tourene. Før 2008-sæsonen hentede holdet Paolo Savoldelli fra Team Astana og Danilo di Luca og Alessandro Spezialetti fra Liquigas. 

## 2008

### Ryttere
Pr. 2. januar 2008.
|                   | Rytter            | Fødselsdag               |
| ----------------- | ----------------- | ------------------------ |
| Paolo Bailetti    | Paolo Bailetti    | 15. juli 1980 (44 år)    |
| Gabriele Bosisio  | Gabriele Bosisio  | 6. august 1980 (44 år)   |
| Luca Celli        | Luca Celli        | 23. februar 1979 (46 år) |
| Riccardo Chiarini | Riccardo Chiarini | 20. februar 1984 (41 år) |
| Claudio Cucinotta | Claudio Cucinotta | 22. januar 1982 (43 år)  |
| Danilo Di Luca    | Danilo Di Luca    | 2. januar 1976 (49 år)   |
| Giairo Ermeti     | Giairo Ermeti     | 7. april 1981 (43 år)    |
| Raffaele Ferrara  | Raffaele Ferrara  | 3. oktober 1976 (48 år)  |
| Roberto Ferrari   | Roberto Ferrari   | 9. marts 1983 (41 år)    |
| Jure Golcer       | Jure Golcer       | 7. december 1977 (47 år) |

|                        | Rytter                 | Fødselsdag                |
| ---------------------- | ---------------------- | ------------------------- |
| Sergio Lagana          | Sergio Lagana          | 4. november 1982 (42 år)  |
| Sergio Marinangeli     | Sergio Marinangeli     | 2. juli 1980 (44 år)      |
| Alessandro Maserati    | Alessandro Maserati    | 8. september 1979 (45 år) |
| Matteo Montaguti       | Matteo Montaguti       | 6. januar 1984 (41 år)    |
| Daniele Pietropolli    | Daniele Pietropolli    | 11. juli 1980 (44 år)     |
| Ruslan Podgornyy       | Ruslan Podgornyy       | 25. juli 1977 (47 år)     |
| Walter Proch           | Walter Proch           | 17. februar 1984 (41 år)  |
| Cristiano Salerno      | Cristiano Salerno      | 18. februar 1985 (40 år)  |
| Paolo Savoldelli       | Paolo Savoldelli       | 7. maj 1973 (51 år)       |
| Alessandro Spezialetti | Alessandro Spezialetti | 14. januar 1975 (50 år)   |